# Pleitas

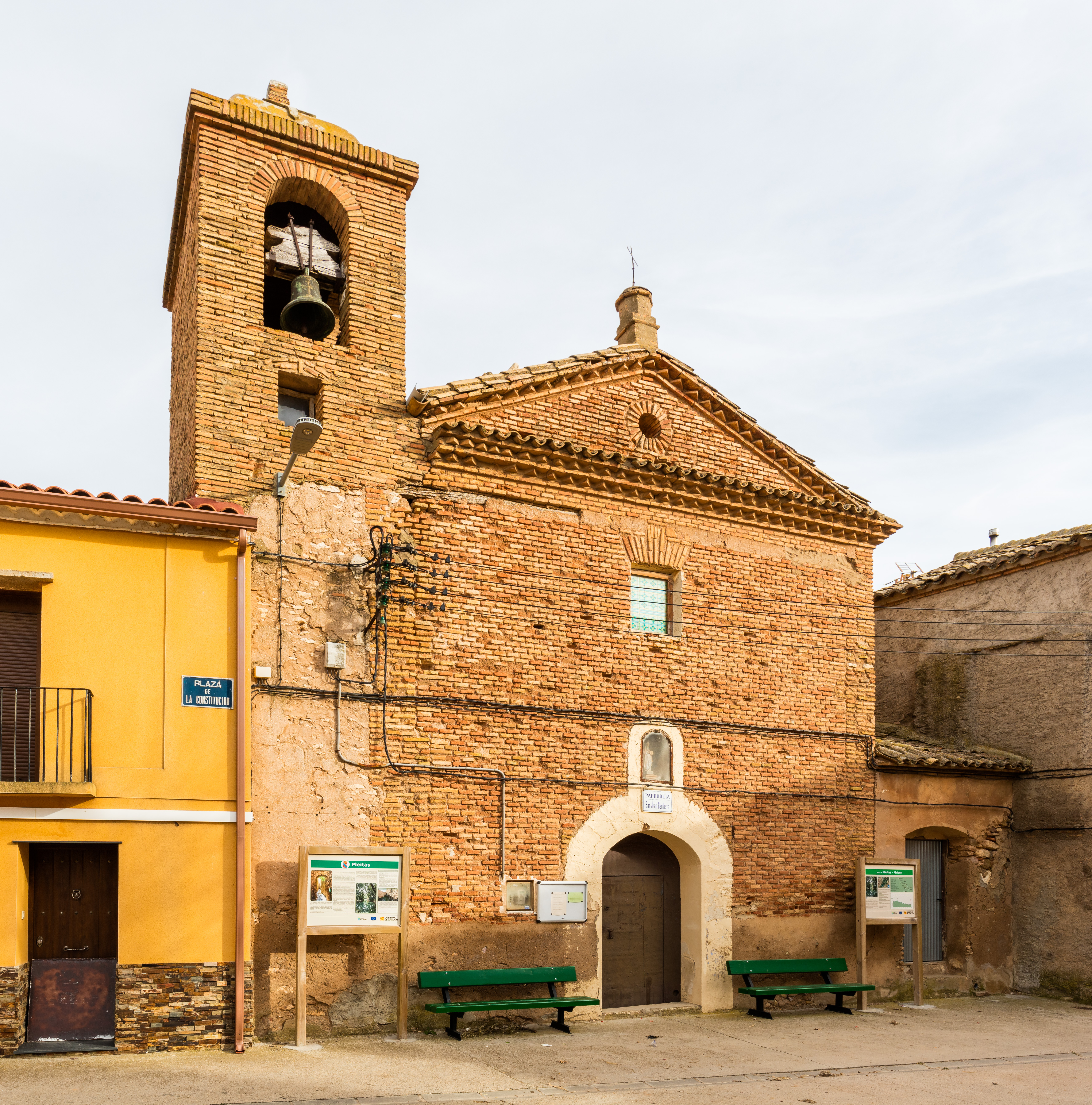
Iglesia de San Juan Bautista

Pleitas es un municipio de España, en la provincia de Zaragoza, comunidad autónoma de Aragón. Tiene un área de 2,13 km² con una población de 44 habitantes (INE 2016) y una densidad de 26,76 hab/km².

## Historia
En el siglo XIII Pleitas fue lugar de señorío de Ximeno de Arenoso. En 1266 su viuda, doña Elpha Pérez,donó la villa y su castillo a la Orden de San Juan de Jerusalén. Esta donación no estuvo exenta de polémica,ya que en 1272 el Justicia de Aragón sentenció sobre el reconocimiento de los derechos de la Orden de SanJuan, en relación con las discrepancias surgidas con García Ortiz de Azara, produciéndose la entrega del castillo y villa de Pleitas al Comendador de Zaragoza poco tiempo después, concretamente en 1274. Desde este momento la villa de Pleitas estuvo vinculada a la Orden de San Juan de Jerusalén, con lazos de dependencia señorial, durante más de quinientos años.
Esta población, como sucedió con muchas poblaciones del valle del Jalón, estuvo habitada por musulmanes,así lo prueba un reconocimiento, en 1498, a favor del señor de Luceni, por parte de la aljama de moros de Pleitas. Con la expulsión de los moriscos, acaecida en 1610, Pleitas debió quedarse casi despoblada, siendo necesaria la captación de nuevos pobladores, los cuales aceptaron en 1616 las heredades y tierras que les correspondieron.
La Orden de San Juan tuvo en Pleitas la posesión de numerosos bienes y derechos, además de la capacidad de impartir justicia. Entre los bienes poseídos tenemos constancia documental de la existencia de un molino harinero, dato que, por otra parte, nos informa de la importancia que tuvo en la zona el cultivo de cereales.
Los regadíos tuvieron gran protagonismo a lo largo del tiempo. Ya en 1316 se produjo una sentencia arbitral, dada por Pedro de Luna, Arzobispo de Zaragoza, sobre los derechos y usos de las aguas de la acequia de Pleitas, Pedrola, Luceni y Urrea. Esta sentencia arbitral todavía tenía vigencia en 1626, pues a ella se recurrió para plantear la reedificación del azud y acequia denominados de Pleitas. En 1820 fueron aprobadas las Ordenanzas para el gobierno de la acequia de Luceni, Boquiñeni, Plasencia, Bardallur, Pleitas, Pedrola y Figueruelas.

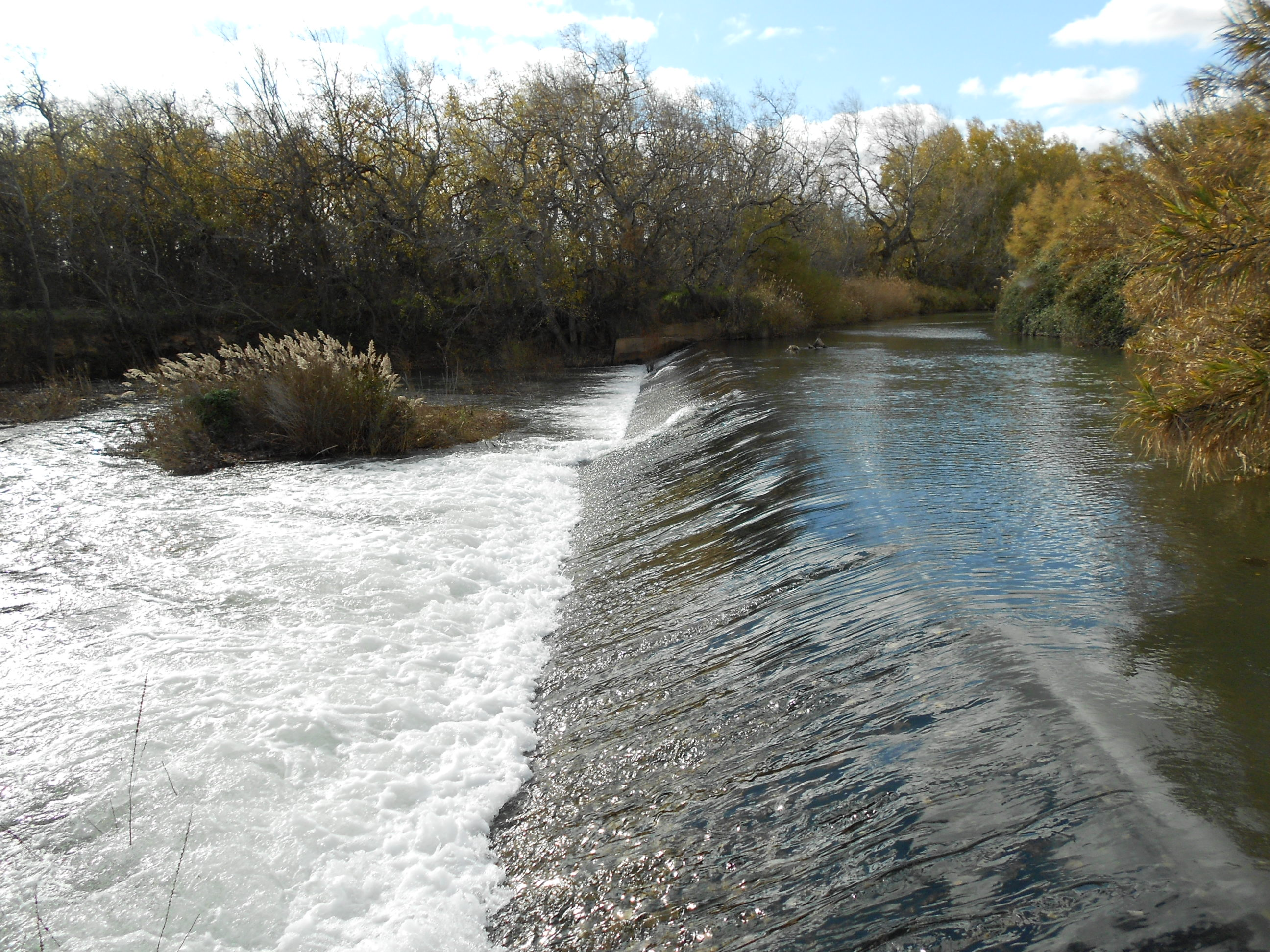
Azud de Pleitas

No es mucho lo que se conoce sobre del pasado de Pleitas. Las notas anteriormente expuestas pueden ser el punto de partida para sucesivos trabajos de investigación, que permitan un mayor conocimiento de las particularidades de esta antigua población aragonesa. Lo que sí podemos afirmar es la larga vinculación con la Orden de San Juan de Jerusalén, seguramente hasta la primera parte del siglo XIX, coincidiendo este momento con el proceso de disolución del régimen señorial en España, y el carácter eminentemente agrícola de la población, en la que jugó un importante papel el regadío.

## Demografía
Pleitas cuenta con una población de 30 habitantes (INE 2024).
| Gráfica de evolución demográfica de Pleitas entre 1842 y 2021                                                                                               |
| |
| Población de derecho según los censos de población del INE Población de hecho según los censos de población del INEEn este censo se denominaba Pleita: 1842 |

## Administración y política
| Período   | Alcalde                         | Partido      |  |
| --------- | ------------------------------- | ------------ |  |
| 1979-1983 | Modesto Esteban Ariza           | PSOE-Aragón  |  |
| 1983-1987 | Modesto Esteban Ariza           | PSOE-Aragón  |  |
| 1987-1991 | Modesto Esteban Ariza           | PSOE-Aragón  |  |
| 1991-1995 | Modesto Esteban Ariza           | PSOE-Aragón  |  |
| 1995-1999 | Modesto Esteban Ariza           | PSOE-Aragón  |  |
| 1999-2003 | Joaquín Alberto Tremul Montegui | PP de Aragón |  |
| 2003-2007 | Joaquín Alberto Tremul Montegui | PP de Aragón |  |
| 2007-2011 | Joaquín Alberto Tremul Montegui | PP de Aragón |  |
| 2011-2015 | Joaquín Alberto Tremul Montegui | PP de Aragón |  |
| 2015-2017 | Manuel Bolsa Peromarta          | PP de Aragón |  |
| 2018-2019 | José Luis Blanco Ibáñez         | PP de Aragón |  |
| 2019-2023 | José Luis Blanco Ibáñez         | PP de Aragón |  |
| 2023-2027 | José Luis Blanco Ibáñez         | PP de Aragón |  |

| Partido político    | Partido político                                                    | 1979   | 1983   | 1987   | 1991   | 1995   | 1999   | 2003   | 2007   | 2011   | 2015   | 2019   | 2023   |
| Partido político    | Partido político                                                    | Ediles | Ediles | Ediles | Ediles | Ediles | Ediles | Ediles | Ediles | Ediles | Ediles | Ediles | Ediles |
|                     | Partido de los Socialistas de Aragón (PSOE-Aragón)                  | 3      | 5      | 1      | 1      | 1      | 0      | 0      | 0      | 0      | 0      | 0      | 0      |
|                     | Unión de Centro Democrático (UCD)-Centro Democrático y Social (CDS) | 2      | 0      | —      | —      | —      | —      | —      | —      | —      | —      | —      | —      |
|                     | Organización Revolucionaria de Trabajadores (ORT)                   | 0      | —      | —      | —      | —      | —      | —      | —      | —      | —      | —      | —      |
|                     | Partido Comunista de España (PCE)                                   | —      | 0      | —      | —      | —      | —      | —      | —      | —      | —      | —      | —      |
|                     | Partido Aragonés (PAR)                                              | —      | —      | —      | 0      | 0      | 0      | 0      | 0      | 0      | —      | —      | —      |
|                     | Partido Popular de Aragón (PP)                                      | —      | —      | —      | —      | 0      | 1      | 1      | 1      | 1      | 1      | 1      | 1      |
|                     | Izquierda Unida (IU)                                                | —      | —      | —      | —      | —      | —      | 0      | —      | —      | —      | —      | —      |
|                     | Chunta Aragonesista (CHA)                                           | —      | —      | —      | —      | —      | —      | —      | 0      | —      | —      | —      | —      |
| Total de concejales | Total de concejales                                                 | 5      | 5      | 1      | 1      | 1      | 1      | 1      | 1      | 1      | 1      | 1      | 1      |